# Démographie du Vietnam
La démographie du Vietnam se caractérise par une population jeune, une forte diversité ethnique et un regroupement de la population dans les plaines littorales, principalement les deltas du fleuve Rouge et du Mékong.

## Histoire
Depuis la fin de la Seconde Guerre mondiale jusqu'à 1954, la population a crû chaque année de 1,5 %, puis de 4 % de 1954 à 1960. De 1960 à 1975, la hausse s'est stabilisée à 3 % malgré la guerre du Vietnam avant de retomber à 2,2 % jusque dans les années 1990. 
La population de la République du Vietnam (Sud-Viêt Nam, 26 octobre 1955 - 30 avril 1975) est estimé à 19,58 millions d'habitants en 1974.
En 1975, la population totale du Vietnam était estimée à environ 46,48 millions d'habitants.
Depuis lors, la croissance annuelle de la population s'établit à 1 %. Ces taux élevés n'ont été égalés, dans l'Asie du Sud-Est, que par les autres pays de la péninsule indochinoise, le Cambodge et le Laos. Ils ont conduit à un doublement de la population en 32 ans.
Ils s'expliquent par un recul constant de la mortalité depuis 1945, jusqu'à atteindre les 7 ‰ actuelle — avec toutefois d'importantes disparités selon les ethnies — et en particulier une mortalité infantile relativement faible par rapport aux autres pays asiatiques. Parallèlement, les taux de fécondité et de natalité se sont maintenus à des niveaux élevés jusque dans les années 1970, respectivement à hauteur de 6 naissances par femme et de 40 ‰. Passé cette date, la natalité a subi un repli constant jusqu'à atteindre les 17 ‰ actuels. Le Viêt Nam a donc achevé sa transition démographique.
De 1988 à juin 2025, le Viêt Nam a instauré une politique de limitations des naissances à deux enfants par couple .

## Évolution démographique
Selon le recensement 2019 du Département général des Statistiques, la population du Vietnam est de 96 208 984 personnes (47,88 millions d'hommes et 48,32 millions de femmes).
La même année, on dénombrait au Vietnam 28 870 079 habitations, soit 3,6 personnes en moyenne par toit. 
La densité moyenne de la population est de 290 habitants au km2.
La population urbaine représente 34,4% du total, contre 65,6% en zone rurale.
| Année | Population totale | Population de 14 ans ou moins (%) | Population entre 15 et 64 ans (%) | Population de 65 ans ou plus (%) |
| ----- | ----------------- | --------------------------------- | --------------------------------- | -------------------------------- |
| 1950  | 28 264 000        | 31,9                              | 63,9                              | 4,2                              |
| 1955  | 31 329 000        | 35,6                              | 60,1                              | 4,3                              |
| 1960  | 35 173 000        | 40,1                              | 55,5                              | 4,4                              |
| 1965  | 39 885 000        | 44,1                              | 51,3                              | 4,6                              |
| 1970  | 44 928 000        | 44,2                              | 50,9                              | 4,8                              |
| 1975  | 49 896 000        | 42,9                              | 52,3                              | 4,8                              |
| 1980  | 54 023 000        | 40,7                              | 54,3                              | 4,9                              |
| 1985  | 60 307 000        | 39,4                              | 55,7                              | 4,9                              |
| 1990  | 67 102 000        | 38,0                              | 57,0                              | 5,0                              |
| 1995  | 74 008 000        | 36,5                              | 58,4                              | 5,1                              |
| 2000  | 78 758 000        | 32,1                              | 62,3                              | 5,6                              |
| 2005  | 83 161 000        | 27,3                              | 66,8                              | 5,9                              |
| 2010  | 87 100 000        | 23,8                              | 69,4                              | 6,8                              |

## Évolution des principaux indicateurs démographiques
| Période     | Naissances annuelles | Décès annuels | Solde naturel annuel | Taux de natalité (‰) | Taux de mortalité (‰) | Solde naturel (‰) | Indice de fécondité | Taux de mortalité infantile |
| ----------- | -------------------- | ------------- | -------------------- | -------------------- | --------------------- | ----------------- | ------------------- | --------------------------- |
| 1950 - 1955 | 1 335 000            | 722 000       | 613 000              | 44,8                 | 24,2                  | 20,6              | 6,20                | 157,9                       |
| 1955 - 1960 | 1 533 000            | 764 000       | 769 000              | 46,1                 | 23,0                  | 23,1              | 6,76                | 143,7                       |
| 1960 - 1965 | 1 732 000            | 790 000       | 942 000              | 46,2                 | 21,0                  | 25,2              | 7,33                | 130,3                       |
| 1965 - 1970 | 1 798 000            | 790 000       | 1 009 000            | 42,4                 | 18,6                  | 23,8              | 7,38                | 117,8                       |
| 1970 - 1975 | 1 853 000            | 859 000       | 994 000              | 39,1                 | 18,1                  | 21,0              | 7,15                | 118,4                       |
| 1975 - 1980 | 1 797 000            | 760 000       | 1 036 000            | 34,6                 | 14,6                  | 20,0              | 5,89                | 97,6                        |
| 1980 - 1985 | 1 952 000            | 630 000       | 1 322 000            | 34,1                 | 11,0                  | 23,1              | 4,93                | 70,0                        |
| 1985 - 1990 | 2 000 000            | 574 000       | 1 425 000            | 31,4                 | 9,0                   | 22,4              | 3,96                | 54,8                        |
| 1990 - 1995 | 1 929 000            | 484 000       | 1 444 000            | 27,3                 | 6,9                   | 20,4              | 3,23                | 37,9                        |
| 1995 - 2000 | 1 448 000            | 441 000       | 1 007 000            | 19,0                 | 5,8                   | 13,2              | 2,18                | 29,2                        |
| 2000 - 2005 | 1 392 000            | 425 000       | 967 000              | 17,2                 | 5,3                   | 11,9              | 1,93                | 23,1                        |
| 2005 - 2010 | 1 472 000            | 448 000       | 1 024 000            | 17,2                 | 5,2                   | 12,0              | 1,89                | 20,4                        |

| Année | Indice de fécondité (enfants par femme) | Taux de natalité (pour 1 000 habitants) |
| ----- | --------------------------------------- | --------------------------------------- |
| 2005  | 2,11                                    | 18,6                                    |
| 2006  | 2,09                                    | 17,4                                    |
| 2007  | 2,07                                    | 16,9                                    |
| 2008  | 2,08                                    | 16,7                                    |
| 2009  | 2,03                                    | 17,6                                    |
| 2010  | 2,00                                    | 17,1                                    |
| 2011  | 1,99                                    | 16,6                                    |
| 2012  | 2,05                                    | 16,9                                    |
| 2013  | 2,10                                    | 17,1                                    |
| 2014  | 2,09                                    | 17,2                                    |
| 2015  | 2,10                                    | 16,2                                    |

## Répartition ethnique

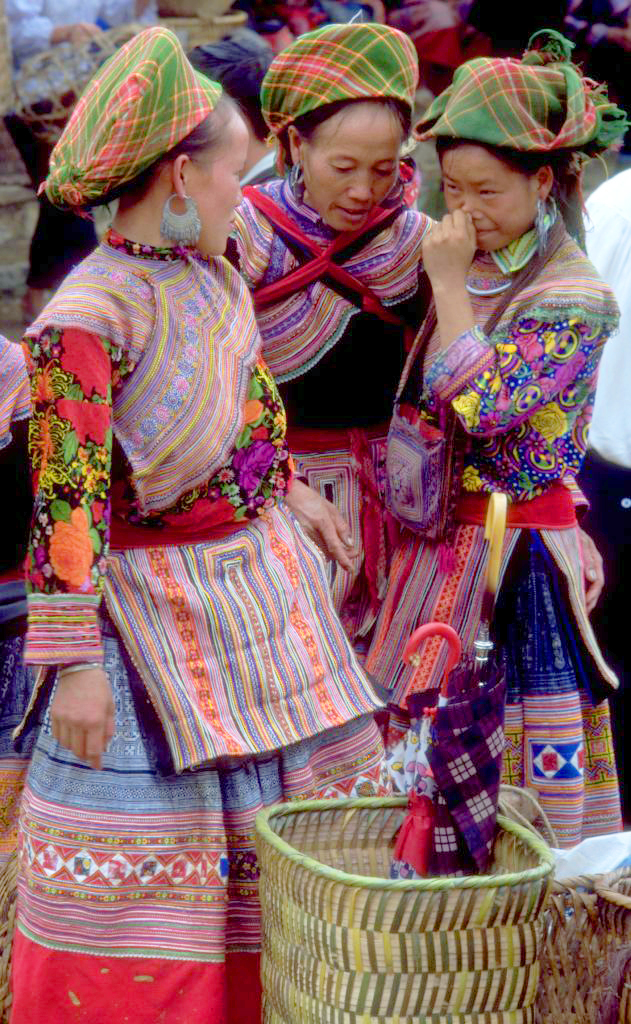
Femmes appartenant à la minorité des Hmong fleuris.

Le Viêt Nam est un pays connu pour sa diversité ethnique. La population vietnamienne est majoritairement composée de Viêt, officiellement appelés Kinh (85,3%), et de 53 ethnies minoritaires, principalement représentées dans les montagnes du Nord (30 à 40 % de la population) ou dans les provinces de Cao Bằng, Hà Giang, Lạng Sơn, Lai Châu et Sơn La. Parmi ces ethnies, quatre comptent plus d'un million de représentants (Tày, Thai, Muong et Khmer), treize comptent de 100 000 à 900 000 représentants et 36 en comptent moins de 100 000. Certaines comptent seulement quelques centaines de représentants, comme les Brâun, environ 300.
Les populations de langues austroasiatiques sont largement majoritaires. Elles parlent des langues du groupe des langues viétiques (vietnamien, muong, chut et thô) et le khmer.
Il existe aussi des minorités japonaises et coréennes.
On trouve également des langues hmong-mien (trois ethnies représentant 1,5 million de personnes).
Il y a également des langues taï-kadaï (12 ethnies représentant 4 millions de personnes).
Enfin, les langues austronésiennes sont parlées par 830 000 individus réparties en cinq groupes : Jaraï (317 000 individus), Êdê (270 000 individus) et Cham (100 000 individus), héritiers du royaume de Champā.
Les ethnies de langues sino-tibétaines comprennent neuf ethnies pour un million d'individus, dont 800 000 Hoa, Chinois du Vietnam.